# 최명화
최명화(1976년 2월 11일~)는 조선민주주의인민공화국의 다이빙 선수로, 1996년과 2000년 하계 올림픽에 참가했다.